# واتسال شتس
واتسال شتس (به انگلیسی: Vatsal Sheth) (زاده ۵ اوت ۱۹۸۰) بازیگر هندی است.
از فیلم‌هایی که وی در آن نقش داشته‌است می‌توان به قهرمانان، تارزان، نانه جایسالمر، ولگرد، مطمئناً همینطوره! و آخرین تدوین کارگردان اشاره کرد.